# Prepelița

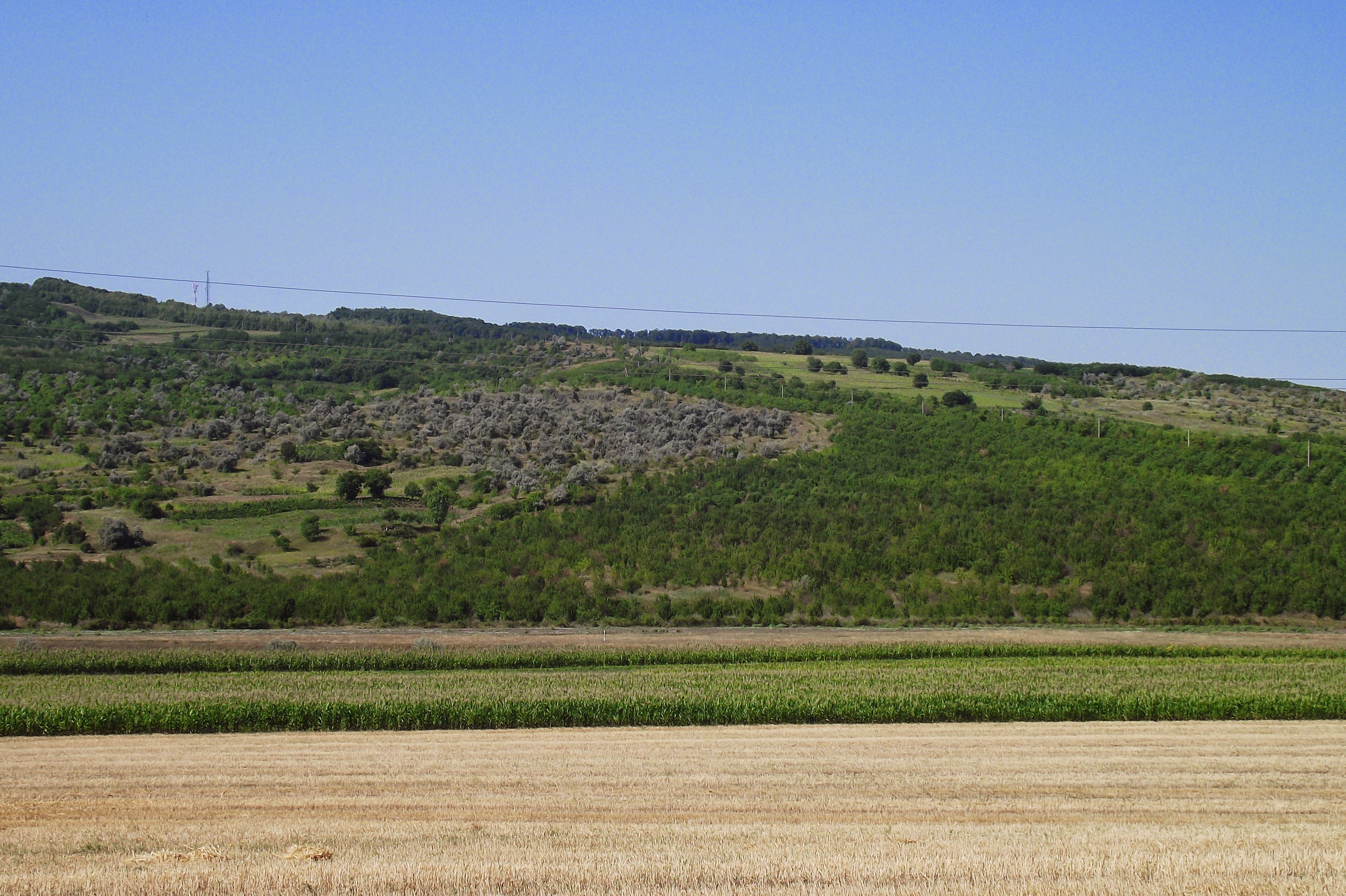
Valle del arroyo Ciulucul Mare, cerca del pueblo de Prepelița

Prepelița es una localidad de Moldavia en el distrito (raión) de Sîngerei.

## Geografía
Se encuentra a una altitud de 80 m s. n. m. a 93 km de la capital nacional, Chisináu.

## Demografía
En el censo 2014 el total de población de la localidad fue de 3 372 habitantes.